# Guadua glomerata
Guadua glomerata är en gräsart som beskrevs av William Munro. Guadua glomerata ingår i släktet Guadua och familjen gräs. Inga underarter finns listade i Catalogue of Life.